# Уилсон, Джеффри Пламптон
Дже́ффри Пла́мптон Уи́лсон (англ. Geoffrey Plumpton Wilson; 21 февраля 1878 — 30 июля 1934) — английский футболист, нападающий. Выступал за футбольные клубы «Коринтиан», «Саутгемптон» и «Кэжуалз», также провёл два матча за национальную сборную Англии.

## Семья и образование
Джеффри родился в Хорблинге (Линкольншир) в семье викария Хорблинга, преподобного Пламптона Стравенсона Уилсона. Его старший брат Чарльз Пламптон был футболистом, крикетистом и регбистом, а сестра Мэри стала матерью архиепископа Кентерберийского Майкла Рэмзи.
Джеффри окончил школу Россалл, выступая за школьную футбольную команду с 1894 по 1896 год; в 1896 году был капитаном команды.

## Футбольная карьера
После окончания школы присоединился к любительскому футбольному клубу «Коринтиан», за который выступал с 1897 по 1902 год. Дебютировал за клуб 30 октября 1897 года в игре против «Уэнсдей», в которой «Коринтиан» победил со счётом 2:0 благодаря «дублю» Гилберта Смита. За пять лет провёл за «Коринтиан» 32 матча, забив 9 голов.
В ноябре 1899 года Уилсон отправился в неофициальное турне Футбольной ассоциации Англии по Германии, сыграв три матча из четырёх, в которых забил четыре гола (матчи считаются неофициальными и в статистике не учитываются).
26 марта 1900 года дебютировал за национальную сборную Англии в официальном матче, выйдя на позиции левого инсайда в матче Домашнего чемпионата против сборной Уэльса на стадионе «Кардифф Армс Парк». Матч завершился вничью со счётом 1:1. 7 апреля 1900 года провёл свою вторую (и последнюю) игру за сборную Англии, выйдя на поле стадиона «Селтик Парк» в Глазго в матче против сборной Шотландии. Хозяева обыграли англичан со счётом 4:1.
По рекомендации его друга и коллеги Чарльза Берджесса Фрая осенью 1901 года выступал за «Саутгемптон». Также играл за клуб «Кэжуалз» и за футбольную команду больниц Лондона.

## Вне футбола
По образованию был хирургом. Был членом Королевской коллегии хирургов и Королевского колледжа врачей.
Играл в крикет за крикетный клуб графства Линкольншир, а также в гольф.
Также был заводчиком и управлял питомником по разведению и тренировке собак породы лабрадор-ретривер. Считался одним из самых лучших тренеров лабрадоров в стране.